# Canton des Cévennes ardéchoises
Le canton des Cévennes ardéchoises, précédemment appelé canton des Vans, est une circonscription électorale française située dans le département de l'Ardèche et la région Auvergne-Rhône-Alpes.
À la suite du redécoupage cantonal de 2014, les limites territoriales du canton sont remaniées. Le nombre de communes du canton passe de 14 à 35. 

## Histoire
Le canton est créé en 1790 sous la dénomination de "canton des Vans". Il regroupe alors 14 communes. À la suite du redécoupage cantonal de 2014, le nombre de communes passe à 35. Le canton est renommé en 2016 « canton des Cévennes ardéchoises ».

## Géographie
Ce canton est organisé autour des Vans dans l'arrondissement de Largentière. Son altitude varie de 100 mètres à Berrias-et-Casteljau jusqu'à 1 062 mètres au sein du territoire communal de Malarce-sur-la-Thines, pour une altitude cantonale moyenne de 262 mètres.

## Représentation

### Conseillers généraux du canton des Vans de 1833 à 2015
| Période         | Période                   | Identité                            | Étiquette                | Qualité |
| --------------- | ------------------------- | ----------------------------------- | ------------------------ | --- |
| 1833            | 1845 (décès)              | Charles de Chanaleilles (1767-1845) |                          | Capitaine de vaisseau à la retraite Pair de France Ancien capitaine des vaisseaux du Roi AncienDirecteur général du domaine de la Martinique et dépendances |
| 1845            | 1867 (décès)              | Louis Gustave Molines               |                          | Notaire, maire des Vans |
| 1868            | 1870                      | Ferdinand Duclaux-Monteil           |                          | Maire des Vans |
| 1870            | 1883                      | Jean Odilon-Barrot                  | Républicain              | Secrétaire d'ambassade Maire de Chambonas |
| 1883            | 1889                      | Edouard Fuzet du Pouget             | Républicain              | Docteur en médecine Maire de Casteljau, conseiller d'arrondissement                                                                                         |
| 1889            | 1890 (annulation)         | Jules Duclaux-Monteil               | Droite bonapartiste      | Maire des Vans |
| 1890            | 1901 (annulation)         | Jean Odilon-Barrot                  | Rad.                     | Secrétaire d'ambassade Maire de Chambonas |
| 23 février 1902 | 1907 (annulation)         | Jules Duclaux-Monteil               | URD                      | Maire des Vans Député (1902-1930) Sénateur (1930-1939) |
| 1907            | 1907 (annulation)         | Auguste Thomas                      | Rad.                     | Industriel - Maire de Gravières |
| 1908            | 1919                      | Jules Duclaux-Monteil               | URD                      | Maire des Vans Député (1902-1930) Sénateur (1930-1939) |
| 1919            | 1940                      | Eugène Perrussel                    | URD                      | Notaire aux Vans |
|                 |                           |                                     |                          | |
| 1942            | 1945                      | Joseph Thibon                       |                          | Adjoint au maire des Vans Nommé conseiller départemental en 1942                                                                                            |
|                 |                           |                                     |                          | |
| 1945            | 1949                      | Marcel Lavie (1901-1982)            | SFIO                     | Propriétaire-cultivateur à Verlegas, à Chambonas |
| 1949            | 1957 (décès)              | Ferdinand Nadal                     | PPUS                     | Architecte - Maire des Vans |
| 1957            | 1958                      | M. Rozès                            | Rad.                     | Médecin |
| 1958            | 1965 (démission)          | Louis de Malbosc                    | DVD                      | Propriétaire - Maire de Berrias |
| 2 mai 1965      | 1979                      | Fernand Aubert                      | MRP puis CD puis UDF-CDS | Directeur de coopérative fruitière Maire des Vans (1965-1979)                                                                                               |
| mars 1979       | juillet 1979 (annulation) | Guy Lefébure                        | UDF-PSD                  | Fonctionnaire Maire de Saint-Paul-le-Jeune |
| juillet 1979    | mars 1985                 | Alain Faucuit                       | PCF                      | Employé de pharmacie Maire des Salelles |
| mars 1985       | mars 2004                 | Jean-Marie Roux                     | RPR                      | Maître d'œuvre en bâtiment Député (1993-1997) Maire des Vans (1979-2004)                                                                                    |
| mars 2004       | 2015                      | Jean-Paul Manifacier                | PS                       | Professeur technique à la retraite Vice-Président du Conseil Général Maire des Vans depuis mars 2014                                                        |

### Conseillers d'arrondissement du canton des Vans (de 1833 à 1940)
| Période                                  | Période | Identité                          | Étiquette                    | Qualité |
| ---------------------------------------- | ------- | --------------------------------- | ---------------------------- | --- |
| 1833                                     | 1848    | Louis Cyprien Molines (1783-1854) |                              | Notaire, adjoint au maire des Vans                                                                          |
|                                          |         |                                   |                              | |
|                                          | 1883    | Edouard Fuzet du Pouget           | Républicain                  | Docteur en médecine Maire de Casteljau                                                                      |
|                                          |         |                                   |                              | |
| 1910                                     | 1919    | Jules Mahistre                    | Libéral                      | Propriétaire aux Vans                                                                                       |
| 1919                                     | 1922    | Ulysse Dumas (1866-1941)          | Radical                      | Filateur, maire de Saint-André-de-Cruzières                                                                 |
| 1922                                     | 1928    | M. Violet                         | Bloc des Gauches             | |
| 1928                                     |         | Adrien Penot                      |                              | Cultivateur                                                                                                 |
|                                          |         |                                   |                              | |
|                                          | 1940    | Paul Perrot                       | Union nationale républicaine | Maire de Banne                                                                                              |
| 1940                                     |         |                                   |                              | Les conseils d'arrondissement ont été suspendus par la loi du 12 octobre 1940 et n'ont jamais été réactivés |
| Les données manquantes sont à compléter. |         |                                   |                              | |

### Conseillers départementaux à partir de 2015
| Période élective | Période élective | Mandat | Mandat   | Identité                 | Nuance | Nuance | Qualité |
| ---------------- | ---------------- | ------ | -------- | ------------------------ | ------ | ------ | --- |
| 2015             | 2021             | 2015   | 2021     | Bérengère Bastide        |        | PS     | Cadre dans la fonction publique territoriale, maire de Chambonas 4e vice-présidente, chargée des ressources humaines, du dialogue social et de l’administration générale |
| 2015             | 2021             | 2015   | 2021     | Raoul L'Herminier        |        | PS     | Orfèvre, conseiller municipal de Rosières depuis 2020, ancien conseiller général du Canton de Joyeuse                                                                    |
| 2021             | 2028             | 2021   | en cours | Françoise Rieu-Fromentin |        | DVD    | Adjointe au maire des Vans Conseillère départementale déléguée chargée de la santé                                                                                       |
| 2021             | 2028             | 2021   | en cours | Matthieu Salel           |        | LR     | Professeur Maire de Rosières depuis 2020 6ème vice-président chargé de l’agriculture, de l’environnement et du tourisme                                                  |

#### Élections de mars 2015
À l'issue du premier tour des élections départementales de 2015, deux binômes sont en ballottage : Bérengère Bastide et Raoul L'Herminier (PS, 33,68 %) et Martine Carrier et Jean-Manuel Garrido (UMP, 25,8 %). Le taux de participation est de 57,28 % (8 479 votants sur 14 803 inscrits) contre 55,97 % au niveau départemental et 50,17 % au niveau national.
Au second tour, Bérengère Bastide et Raoul L'Herminier (PS) sont élus avec 58,57 % des suffrages exprimés et un taux de participation de 56,96 % (4 450 voix pour 8 433 votants et 14 804 inscrits).

#### Élections de juin 2021
Le premier tour des élections départementales de 2021 est marqué par un très faible taux de participation (33,26 % au niveau national). Dans le canton des Cévennes ardéchoises, ce taux de participation est de 40,27 % (6 052 votants sur 15 028 inscrits) contre 37,36 % au niveau départemental. À l'issue de ce premier tour, deux binômes sont en ballottage : Françoise Rieu-Fromentin et Matthieu Salel (DVD, 37,01 %) et Vincent Auzas et Bérengère Bastide (Union à gauche avec des écologistes, 33,54 %).
Le second tour des élections est marqué une nouvelle fois par une abstention massive équivalente au premier tour. Les taux de participation sont de 34,3 % au niveau national, 40,7 % dans le département et 45,76 % dans le canton des Cévennes ardéchoises. Françoise Rieu-Fromentin et Matthieu Salel (DVD) sont élus avec 53,43 % des suffrages exprimés (3 520 voix pour 6 907 votants et 15 093 inscrits),,.

## Composition

### Composition avant 2015
Le canton des Vans regroupait quatorze communes.
| Nom                        | Code Insee | Codepostal | Superficie (km2) | Population (dernière pop. légale) | Densité (hab./km2) |
| -------------------------- | ---------- | ---------- | ---------------- | --------------------------------- | ------------------ |
| Les Vans (chef-lieu)       | 07334      | 07140      | 31,09            | 2 774 (2012)                      | 89                 |
| Les Assions                | 07017      | 07140      | 14,88            | 675 (2012)                        | 45                 |
| Banne                      | 07024      | 07460      | 32,68            | 708 (2012)                        | 22                 |
| Berrias-et-Casteljau       | 07031      | 07460      | 26,42            | 706 (2012)                        | 27                 |
| Chambonas                  | 07050      | 07140      | 12,08            | 652 (2012)                        | 54                 |
| Gravières                  | 07100      | 07140      | 18,52            | 436 (2012)                        | 24                 |
| Malarce-sur-la-Thines      | 07147      | 07140      | 37,34            | 226 (2012)                        | 6,1                |
| Malbosc                    | 07148      | 07140      | 21,43            | 149 (2012)                        | 7                  |
| Saint-André-de-Cruzières   | 07211      | 07460      | 19,81            | 477 (2012)                        | 24                 |
| Sainte-Marguerite-Lafigère | 07266      | 07140      | 10,07            | 87 (2012)                         | 8,6                |
| Saint-Paul-le-Jeune        | 07280      | 07460      | 14,38            | 940 (2012)                        | 65                 |
| Saint-Pierre-Saint-Jean    | 07284      | 07140      | 23,62            | 148 (2012)                        | 6,3                |
| Saint-Sauveur-de-Cruzières | 07294      | 07460      | 24,84            | 513 (2012)                        | 21                 |
| Les Salelles               | 07305      | 07140      | 5,61             | 335 (2012)                        | 60                 |

### Composition à partir de 2015
Après le redécoupage cantonal de 2014, le nouveau canton des Cévennes ardéchoises est composé de trente-cinq communes.
| Nom                              | Code Insee | Intercommunalité             | Superficie (km2) | Population (dernière pop. légale) | Densité (hab./km2) | Modifier                                    |
| -------------------------------- | ---------- | ---------------------------- | ---------------- | --------------------------------- | ------------------ | ------------------------------------------- |
| Les Vans (bureau centralisateur) | 07334      | CC Pays des Vans en Cévennes | 31,09            | 2 680 (2022)                      | 86                 | modifier les données · modifier les données |
| Les Assions                      | 07017      | CC Pays des Vans en Cévennes | 14,88            | 768 (2022)                        | 52                 | modifier les données · modifier les données |
| Banne                            | 07024      | CC Pays des Vans en Cévennes | 32,68            | 650 (2022)                        | 20                 | modifier les données · modifier les données |
| Beaulieu                         | 07028      | CC Pays des Vans en Cévennes | 25,47            | 538 (2022)                        | 21                 | modifier les données · modifier les données |
| Beaumont                         | 07029      | CC du Pays Beaume-Drobie     | 19,16            | 261 (2022)                        | 14                 | modifier les données · modifier les données |
| Berrias-et-Casteljau             | 07031      | CC Pays des Vans en Cévennes | 26,42            | 779 (2022)                        | 29                 | modifier les données · modifier les données |
| Chambonas                        | 07050      | CC Pays des Vans en Cévennes | 12,08            | 978 (2022)                        | 81                 | modifier les données · modifier les données |
| Chandolas                        | 07053      | CC du Pays Beaume-Drobie     | 11,63            | 545 (2022)                        | 47                 | modifier les données · modifier les données |
| Dompnac                          | 07081      | CC du Pays Beaume-Drobie     | 16,12            | 77 (2022)                         | 4,8                | modifier les données · modifier les données |
| Faugères                         | 07088      | CC du Pays Beaume-Drobie     | 5,99             | 113 (2022)                        | 19                 | modifier les données · modifier les données |
| Gravières                        | 07100      | CC Pays des Vans en Cévennes | 18,52            | 511 (2022)                        | 28                 | modifier les données · modifier les données |
| Joyeuse                          | 07110      | CC du Pays Beaume-Drobie     | 13,04            | 1 760 (2022)                      | 135                | modifier les données · modifier les données |
| Lablachère                       | 07117      | CC du Pays Beaume-Drobie     | 26,38            | 2 214 (2022)                      | 84                 | modifier les données · modifier les données |
| Laboule                          | 07118      | CC du Pays Beaume-Drobie     | 17,45            | 144 (2022)                        | 8,3                | modifier les données · modifier les données |
| Loubaresse                       | 07144      | CC du Pays Beaume-Drobie     | 8,99             | 45 (2022)                         | 5,0                | modifier les données · modifier les données |
| Malarce-sur-la-Thines            | 07147      | CC Pays des Vans en Cévennes | 37,34            | 257 (2022)                        | 6,9                | modifier les données · modifier les données |
| Malbosc                          | 07148      | CC Pays des Vans en Cévennes | 21,43            | 146 (2022)                        | 6,8                | modifier les données · modifier les données |
| Montselgues                      | 07163      | CC Pays des Vans en Cévennes | 35,87            | 86 (2022)                         | 2,4                | modifier les données · modifier les données |
| Payzac                           | 07171      | CC du Pays Beaume-Drobie     | 13,70            | 539 (2022)                        | 39                 | modifier les données · modifier les données |
| Planzolles                       | 07176      | CC du Pays Beaume-Drobie     | 5,41             | 162 (2022)                        | 30                 | modifier les données · modifier les données |
| Ribes                            | 07189      | CC du Pays Beaume-Drobie     | 7,17             | 328 (2022)                        | 46                 | modifier les données · modifier les données |
| Rocles                           | 07196      | CC du Pays Beaume-Drobie     | 16,51            | 263 (2022)                        | 16                 | modifier les données · modifier les données |
| Rosières                         | 07199      | CC du Pays Beaume-Drobie     | 16,29            | 1 307 (2022)                      | 80                 | modifier les données · modifier les données |
| Sablières                        | 07202      | CC du Pays Beaume-Drobie     | 38,98            | 166 (2022)                        | 4,3                | modifier les données · modifier les données |
| Saint-André-de-Cruzières         | 07211      | CC Pays des Vans en Cévennes | 19,81            | 464 (2022)                        | 23                 | modifier les données · modifier les données |
| Saint-André-Lachamp              | 07213      | CC du Pays Beaume-Drobie     | 17,09            | 166 (2022)                        | 9,7                | modifier les données · modifier les données |
| Saint-Genest-de-Beauzon          | 07238      | CC du Pays Beaume-Drobie     | 5,31             | 335 (2022)                        | 63                 | modifier les données · modifier les données |
| Saint-Mélany                     | 07275      | CC du Pays Beaume-Drobie     | 10,64            | 107 (2022)                        | 10                 | modifier les données · modifier les données |
| Saint-Paul-le-Jeune              | 07280      | CC Pays des Vans en Cévennes | 14,38            | 967 (2022)                        | 67                 | modifier les données · modifier les données |
| Saint-Pierre-Saint-Jean          | 07284      | CC Pays des Vans en Cévennes | 23,62            | 190 (2022)                        | 8,0                | modifier les données · modifier les données |
| Saint-Sauveur-de-Cruzières       | 07294      | CC Cèze-Cévennes             | 24,84            | 566 (2022)                        | 23                 | modifier les données · modifier les données |
| Sainte-Marguerite-Lafigère       | 07266      | CC Pays des Vans en Cévennes | 10,07            | 116 (2022)                        | 12                 | modifier les données · modifier les données |
| Les Salelles                     | 07305      | CC Pays des Vans en Cévennes | 5,61             | 406 (2022)                        | 72                 | modifier les données · modifier les données |
| Valgorge                         | 07329      | CC du Pays Beaume-Drobie     | 26,36            | 415 (2022)                        | 16                 | modifier les données · modifier les données |
| Vernon                           | 07336      | CC du Pays Beaume-Drobie     | 3,71             | 223 (2022)                        | 60                 | modifier les données · modifier les données |
| Canton des Cévennes ardéchoises  | 0716       |                              | 634,04           | 19 272 (2022)                     | 30                 | modifier les données                        |

## Démographie

### Démographie avant 2015
| 1962  | 1968  | 1975  | 1982  | 1990  | 1999  | 2006  | 2011  | 2012  |
| ----- | ----- | ----- | ----- | ----- | ----- | ----- | ----- | ----- |
| 7 794 | 7 646 | 7 240 | 7 402 | 7 567 | 7 749 | 8 428 | 8 784 | 8 826 |

### Démographie depuis 2015
En 2022, le canton comptait 19 272 habitants, en évolution de +4,44 % par rapport à 2016 (Ardèche : +2,48 %, France hors Mayotte : +2,11 %).
| 2013   | 2018   | 2022   |
| ------ | ------ | ------ |
| 18 023 | 18 667 | 19 272 |